# 5 (Murder by Numbers)
5 (Murder by Numbers) é uma álbum independente pelo rapper norte-americano 50 Cent.
O álbum foi criado para ser o seu quinto álbum de estúdio, um seguimento ao seu álbum de estúdio de 2009, Before I Self Destruct.
Devido a uma briga com a Interscope Records, 50 Cent teve que fazer "5 (Murder by Numbers)" apenas em uma versão apenas digital separada.

## Video musical
- "Be My Bitch", lançado em 24 agosto de 2012
- "Definição de Sexy", lançado em 04 de setembro de 2012
- "Money", lançado em 07 de novembro de 2012
- "Nações Unidas", lançado em 21 de novembro de 2012
- "NY", lançado em 17 de setembro de 2013

## Faixas
| Edição Padrão |                                      |                |         |  |
| N.º           | Título                               | Compositor(es) | Duração |  |
| 1.            | "My Crown"                           |                |         |  |
| 2.            | "NY"                                 |                |         |  |
| 3.            | "United Nations"                     |                |         |  |
| 4.            | "Business Mind" (feat. Hayes)        |                |         |  |
| 5.            | "Roll That Shit"                     |                |         |  |
| 6.            | "Leave The Lights On"                |                |         |  |
| 7.            | "Money"                              |                |         |  |
| 8.            | "Definition of Sexy" (feat. Guordan) |                |         |  |
| 9.            | "Be My Bitch" (feat. Brevi)          |                |         |  |
| 10.           | "Can I Speak To You" (Schoolboy Q)   |                |         |  |